# Pasman
Pasman o Pasmano (in croato Pašman) è un comune della Croazia nella regione zaratina. Si trova sull'omonima isola, suddivisa amministrativamente nei due comuni di Pasman e Tuconio (Tkon).

## Dati statistici
Istituito nel 1993, il comune di Pasman copre il 77,3%, pari a 48,73 km², dell'omonima isola e comprende 7 frazioni. Secondo il rapporto censorio del 2001, il comune di Pasmano ha in totale 2 004 abitanti, per il 99 % Croati, dei quali 290 vivono a Kraj, 383 a Pašman (assieme alle località di Mali Pašman e Barotul), 224 a Mrljane, 397 a Neviđane, 274 a Dobropoljana, 194 a Banj e 245 a Ždrelac.

## Località
Il comune di Pasman è suddiviso in 7 frazioni (naselja), di seguito elencate. Tra parentesi il nome in lingua italiana, spesso desueto.
- Banj (Bagno[5])
- Dobropoljana (Dobrapogliana[6])
- Kraj (Paese)
- Mrljane (Merliane[5])
- Neviđane (Neviane[5])
- Pašman (Pasman)
- Ždrelac (Sdrelaz[5])

## Società

### Religione
Il santo patrono del comune è sant'Antonio da Padova.